# Osmia kohli
Osmia kohli är en biart som beskrevs av Adolpho Ducke 1899. Osmia kohli ingår i släktet murarbin, och familjen buksamlarbin. Inga underarter finns listade i Catalogue of Life.